# 对叶柳
对叶柳（学名：Salix salwinensis）是杨柳科柳属的植物。分布在中国的云南等地，生长于海拔2,900米至3,200米的地区，一般生于森林中，目前尚未由人工引种栽培。

## 异名
- Salix salwinensis Hand.-Mazz. var. longiamentifera C. F. Fang